# Les Chevaliers de Baphomet : Les Gardiens du Temple de Salomon
Les Chevaliers de Baphomet : Les Gardiens du Temple de Salomon (version originale : Broken Sword: The Angel of Death) est un jeu vidéo d'aventure développé conjointement par Revolution Software et Sumo Digital sorti en septembre 2006. Il s'agit du quatrième épisode de la série des Chevaliers de Baphomet.

## Synopsis
Quelques mois après les évènements relatés dans Le Manuscrit de Voynich, George Stobbart est désormais juriste dans une agence de cautionnement new-yorkaise. La rencontre avec Anna Maria, jeune femme blonde cherchant son aide pour décrypter un manuscrit ancien, commencera une toute nouvelle aventure pour lui. Par la suite Nicole Collard sera revue à Istanbul.

## Système de jeu
Les Gardiens du Temple de Salomon propose deux manières de contrôler les personnages. S'il est possible de diriger George en utilisant le clavier, ce quatrième épisode permet aussi l'utilisation de la souris et signe le retour du point-and-click dans la série des Chevaliers de Baphomet.
Comme dans les précédents épisodes, le joueur doit résoudre des énigmes pour faire progresser l'histoire. Il peut récupérer des objets dans les différents tableaux, puis les utiliser sur certaines parties de la scène. Il est souvent nécessaire de combiner plusieurs objets entre eux au sein de l'inventaire afin d'obtenir un nouvel objet permettant de résoudre l'énigme. Les interrogatoires menés sur les autres personnages tiennent aussi une grande place dans la mécanique du jeu, puisqu'ils permettent fréquemment d'obtenir des indices sur la manière de résoudre les énigmes.

## Doublage
- Emmanuel Curtil : George Stobbart
- Laura Blanc : Nicole Collard
- Patrice Melennec : Alfonso, O'Halloran
- Sébastien Desjours : Thelwell Minster, Ronald Maynard
- Gilles Morvan : Virgil
- Marc Bretonnière : Fingers, Duane Henderson
- Jean-François Kopf : Chico Garella
- Gérard Surugue : Mevlut, Monsignore Devlin
- José Luccioni : Frère Mark, Père Gregor
- Serge Bourrier : Archie

## Développement

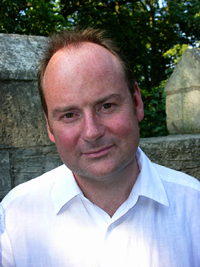
Charles Cecil né le 11 août 1962 à York est un créateur de jeu vidéo anglais. Cofondateur de Revolution Software il est surtout connu pour sa série de jeux vidéo Les Chevaliers de Baphomet.

Les Gardiens du Temple de Salomon fut annoncé officiellement le 17 août 2005. La pression des fans aura été déterminante pour le développement du quatrième jeu de la série, cette dernière ayant au départ été conçue comme une trilogie. Si Rolf Saxon double une quatrième fois George Stobbart en version originale, Nico est pour la première fois doublée par une actrice française, Katherine Pageon. Dans la version française, Emmanuel Curtil fournit à nouveau la voix de George tandis que Laura Blanc remplace Nathanièle Esther dans le rôle de Nico.

## Réception
Les Gardiens du Temple de Salomon a été généralement bien accueilli par les critiques avec une note moyenne d'environ 70 %. Ils notèrent qu'une grande partie des défauts présents dans le précédent épisode avait été corrigés, notamment l'usage excessif d'énigmes impliquant le déplacement de caisses,. Ils saluèrent par ailleurs le doublage "de bonne qualité" ainsi que l'ambiance, l'humour et les dialogues. Jeuxvideo.com qualifia toutefois les décors de "vides" tandis que Jeuxvideo.fr critiqua la modélisation parfois grossière des personnages et le pathfinding hasardeux.